# Slavasshøgda
Slavasshøgda är ett 336,2 meter högt berg i Aurskog-Hølands kommun i Akershus fylke i sydöstra Norge. Berget har tidigare varit den högsta punkten i Østfold fylke. Utsikten från toppen är mycket begränsad eftersom berget är skogklätt och det saknas utsiktstorn.